# Pussos São Pedro
Pussos São Pedro es una freguesia portuguesa del municipio de Alvaiázere, distrito de Leiría.

## Historia
Fue creada el 28 de enero de 2013 en aplicación de una resolución de la Asamblea de la República de Portugal promulgada el 16 de enero de 2013 con la unión de las freguesias de Pussos y Rego da Murta, pasando su sede a estar situada en la villa de Cabaços, localidad situada en la antigua freguesia de Pussos.

## Demografía
| Gráfica de evolución demográfica de Pussos São Pedro entre 2011 y 2021 |
|                                                                        |
| Datos según el nomenclátor publicado por el INE portugués.             |